# Ponte di Ronciglione
Il ponte di Ronciglione è un ardito ponte in ferro ad arco che varca la vallata in cui scorre il Rio Vicano nei pressi del centro abitato di Ronciglione e della poco distante Stazione di Ronciglione.
È percorso dalla tratta Capranica-Orte, chiusa al traffico passeggeri dal 1994 e facente parte della Ferrovia Civitavecchia-Orte, dismessa dal 2011 tra Capranica e il raccordo DE.CAR. a Civitavecchia.
Nel maggio 2014, l'area circostante e sottostante il ponte è stata sottoposta a un'importante opera di bonifica da parte di RFI, nonostante l'intera linea, inclusa la circolazione a scopo di servizio, è inattiva da oltre un decennio.
Realizzato nel 1928 dalla Società Nazionale Officine di Savigliano, la quale 40 anni prima aveva costruito un analogo ponte sull'Adda di dimensioni maggiori, presenta la particolarità di essere costituito di parti incernierate tra loro, secondo uno schema isostatico. Tale progetto fu scelto a causa della natura cedevole del terreno secondo la geniale soluzione dell'ingegnere svizzero Jules Röthlisberger che fu ingegnere capo fino al 1911 (anno della sua morte) delle alacri Officine di Savigliano. Progetto proveniente dal consolidato successo di ardite e avveniristiche realizzazioni di ponti, eretti già nella seconda metà del XIX secolo.
Il Ponte di Ronciglione è interamente chiodato con rivetti e non fa uso di saldature. Le macchine portatili per la saldatura, soprattutto quelle a elettrodi, si erano cominciate a diffondere solo dopo la Prima Guerra Mondiale (1918). Quando il ponte fu costruito, la tecnica della saldatura richiedeva impianti mobili ancora troppo poco pratici per essere adoperati nei manufatti in opera, specie se di dimensioni così rilevanti e in posizioni poco agevoli.
Gli abitanti della zona ancora ricordano, a memoria tramandata, gli imponenti ponteggi di legno del cantiere, nel quale persero la vita anche diversi operai, impegnati nella costruzione di questo arduo ponte.
La campata centrale è costituita da due archi parabolici simmetrici e affiancati, leggermente inclinati tra di loro che sostengono i due piloni più piccoli dei quattro in ferro del ponte. Straordinariamente questa gigantesca campata fatta a semicerchio non è un blocco unico ma costituita da due metà separate, solamente appoggiate tra di loro a contrafforte su due ristretti cunei centrali, incernierati nel punto più alto; in altre parole il ponte è dotato di una specie di ammortizzatore che assorbe le sollecitazioni meccaniche e termiche provocate dal passaggio di pesanti treni e dalle termodilatazioni del ferro specialmente nei mesi estivi, evitando alla struttura il rischio immediato di collasso, totale o parziale, un pericolo molto probabile per l'equilibrio statico delle strutture, diventate troppo rigide e compatte perché bloccate con vincoli sovrabbondanti (iperstaticità).
La scelta di un ponte a singola campata senza appoggi centrali a terra fu favorita sia dalla particolare forma della larga gola, verticale e profonda e dalla volontà di non impiantare alti e poco strutturali piloni nel fondo valle, percorso dal fiume Vicano .
È uno dei 9 ponti al mondo di questa tipologia costruttiva ad arco in ferro stile Eiffel, l'unico al mondo per la cerniera mobile.
Gli altri ponti sono: Paderno sull'Adda (Italia), il Garabit (Francia), Ponte Dom Luis I (Portogallo), Maria Pia (Portogallo), New River Gorge Bridge (West Virginia USA), Stoney Creek Bridge (Canada), Bietschtalviadukt (Svizzera) e Müngsten (Germania).
Anche per questo ponte, come per il gemello, per le sue peculiarità tecniche e la strabiliante precisione della messa in opera, il ponte è considerato un capolavoro di archeologia industriale italiana, nonché una delle più notevoli strutture provenienti dall'ingegneria ottocentesca civile. (Notizie tratte dalla descrizione del ponte gemello del San Michele sull'Adda (BG)).
Entrambi i ponti sono identici poi, a quelli costruiti dalla scuola del grande ingegnere Gustave Eiffel, intorno al 1880-84, tanto da meritare il titolo di "Eiffel dell'Adda" e di "Eiffel di Ronciglione". (Vedasi il Viadotto di Garabit e il Ponte Maria Pia di Oporto).

## Curiosità
Una parte del film Un giorno da leoni di Nanni Loy viene girata sopra e sotto questo ponte.
Una parte del film Un viaggio chiamato amore di Michele Placido viene girata sopra il ponte.
Una parte del film Baciami piccina viene girata sopra il ponte.
Una parte dello spot pubblicitario Fiat Ducato, negli anni '80, viene girata sopra il ponte.
Una scena del film A testa alta. I martiri di Fiesole viene girata sopra il ponte.